# 海氏刺尻魚
海氏刺尻魚，又名海爾氏蓋刺魚、赫氏棘蝶魚，俗名黃新娘，為輻鰭魚綱鱸形目鱸亞目蓋刺魚科的其中一個種。

## 分布
本魚分布於太平洋區，包括台灣、日本南部、印尼、菲律賓、越南、馬里亞納群島、關島、澳洲大堡礁、新喀里多尼亞、密克羅尼西亞、帛琉、馬紹爾群島、庫克群島、斐濟、薩摩亞群島、東加等海域。

## 深度
水深5至90公尺。

## 特徵
本魚體橢圓形；背部輪廓略突出，頭背於眼上方平直。吻鈍而小。眶前骨游離，下緣凸出，後方具棘；前鰓蓋骨具鋸齒，具一長強棘；間鰓蓋骨短圓。上下頜相等，齒細長而稍內彎。體被稍大櫛鱗，軀幹前背部具副鱗。魚體呈一致的金黃色，頭部顏色較暗，在眼睛周圍有許多黑褐色斑紋，除此身上則無其他斑紋。尾鰭後緣圓形。幼魚體色和成魚相似。背鰭硬棘15枚，軟條15枚；臀鰭硬棘3枚，軟條17枚；背鰭與臀鰭軟條部後端尖形；腹鰭鈍尖形；尾鰭圓形。體長可達15公分。

## 生態
本魚棲息在水質乾淨、珊瑚礁密生的水域，常單獨或成群在海底活動，以藻類、珊瑚蟲或小型甲殼類為食。

## 經濟利用
為體色亮麗的觀賞魚，飼養初期宜多放礁石以克服其膽怯怕生的情形。較少人食用。